# Þorgríms þáttr Hallasonar
Þorgríms þáttr Hallasonar es una historia corta islandesa (þáttr) que trata sobre el islandés Þorgrímr Hallason, un huscarle del hird de Olaf II el Santo. Algunos historiadores tratan de ver en un personaje secundario llamado Bjarni, la figura del escaldo Bjarni gullbrárskáld.